# Eddie Robinson (football américain)
Pour les articles homonymes, voir Eddie Robinson.
Eddie Robinson, né le 13 février 1919 et mort le 3 avril 2007, est un entraîneur de football américain connu pour être l'un des plus victorieux de l'histoire du football américain universitaire américain. En 56 saisons, de 1941 à 1997, il est l'entraîneur de l'université d'État de Grambling, une université traditionnellement noire située à Grambling. Robinson transforme l'équipe de la petite université en une dominante équipe de football américain. Il prend sa retraite en 1997 avec 408 victoires, 165 défaites et 15 matchs nuls et est introduit au College Football Hall of Fame. En 2010, un musée à son nom est inauguré sur le campus de l'université de Grambling pour rendre hommage aux exploits sportifs de l'entraîneur et de son équipe.